# Aedophron monotonia
Aedophron monotonia är en fjärilsart som beskrevs av Hans Georg Amsel 1935. Aedophron monotonia ingår i släktet Aedophron och familjen nattflyn. Inga underarter finns listade i Catalogue of Life.